# Княз Потьомкин Таврический (броненосец)
Вижте пояснителната страница за други значения на Потьомкин.
Броненосецът „Княз Потьомкин Таврический“ (на руски: „Князь Потёмкин-Таврический“), известен главно с краткото му название „Потьомкин“, е боен кораб на руския Черноморски флот. Наречен е в чест на княз генерал-фелдмаршал Григорий Потьомкин.

## История
На 14 юни 1905 г. на кораба избухва въстание на матросите. Повод за бунта е заповед на капитана на кораба за разправа с 30 матроси, отказали да ядат борш, приготвен с развалено месо. Матросите арестуват офицерите, издигат на кораба червен флаг и насочват кораба към Одеса, обхваната от всеобща стачка, опитвайки се да помогнат на стачкуващите работници. Метежът продължава 11 дни, в течение на които ръководещите бунта на кораба така и не успяват да привлекат на своя страна екипажи от други кораби.
Изразходвали запасите от гориво и продоволствие, моряците насочват кораба към румънското пристанище Констанца и го предават на румънските власти, като по-голямата част от екипажа го напуска и се заселва в добруджанските поселища със статут на емигранти. На 26 юни в Констанца пристига руска ескадра от Севастопол, която поема управлението на кораба и го връща в свои води. След въстанието корабът е преименуван на „Пантелеймон“. През 1910 г. преминава капитален ремонт в Севастопол.
В навечерието на Октомврийската революция през 1917 г. Стара Добруджа е окупирана от Трета българска армия, а матросите-емигранти са екстрадирани със специален влак от София. 
Корабът участва в Първата световна война. През 1915 и 1916 участва в обстрелването на градовете Варна и Балчик. От 29 декември 1917 г. той е в състава на червеноармейския Черноморски Флот. От март 1918 г. е закотвен в Севастополския военен порт. На 1 май е завладян от германските окупатори, а на 24 ноември - от британско-френските интервенти. На 22-24 април 1919 г. по заповед на британското командване е взривен и изваден от строя. На 29 април е освободен от Украинския фронт на Работническо-селската червена армия (РККА), а на 24 юни същата година е превзет от белогвардейците.
След завземането му отново от РККА на 15 ноември 1920 г. не е въвеждан в строя. През 1923 г. е предаден на Комгосфонд за демонтаж и разрязване за метал. На 21 ноември 1925 г. е изваден от корабния регистър.

## Памет
Въстанието е екранизирано в СССР във филма на Сергей Айзенщайн „Броненосецът „Потьомкин““ от 1925 г.
На въстанието на броненосеца „Потьомкин“ в СССР са посветени:
- емисии пощенски марки (през 1930, 1972 и 1985 г.),
- емисии пощенски картички,
- паметник и др.